# فرودگاه آدا
فرودگاه آدا (به انگلیسی: Ada Airport) یک فرودگاه همگانی بهره‌برداری هوایی است که یک باند فرود چمن دارد و طول باند آن ۵۹۶ متر است. این فرودگاه در کشور ایالات متحده آمریکا قرار دارد و در ارتفاع ۲۸۹ متری از سطح دریا واقع شده‌است.